# Fundamentalistische Exegese
Die Begriffskombination  fundamentalistische Exegese bezeichnet eine wortwörtliche Auslegung altertümlicher, vor allem religiöser Texte, wie z. B. des Talmuds, der Bibel und des Korans. Sie lässt keinen Raum für andere Interpretations-Ansätze (z. B. die Annahme eines allegorischen Charakters bestimmter Teilbereiche dieser Texte), oder für Zweifel an der Historizität darin geschilderter Begebenheiten. In Hinsicht auf die Interpretation der Bibel vertreten Anhänger einer solchen Form der Exegese aufgrund ihrer persönlichen Bindung an Jesus Christus die Auffassung, dass diese Heilige Schrift, die von ihm Zeugnis gibt, als irrtumsfrei anzusehen sei.

## Begriff
Die Begriffe fundamentalistische Exegese und Fundamentalisten sind keine Selbstbezeichnungen ihrer Anhänger. Was den Bereich der Bibel-Auslegung angeht, lassen sich die Meinungen, die als fundamentalistisch bezeichnet werden, in der Literatur nicht immer genau abgrenzen zu Ansichten, die als evangelikal oder reformatorisch gelten. Was in diesem Bereich objektiv als fundamentalistisch anzusehen ist, lässt sich kaum stringent verifizieren, da in der Literatur sehr verschiedene Dinge als Fundamentalismus bezeichnet werden.

## Verbreitung
Werkzeuge, die dem christlichen Fundamentalismus zugeschrieben werden, aber auch im Evangelikalismus von Bedeutung sind, sind u. a. folgende:
- die Bibel selber: Eine möglichst wortgetreue Bibelübersetzung. Am beliebtesten ist im deutschen Sprachraum die Elberfelder Bibel, in neuerer Zeit auch die Schlachter Bibel Revision 2000. Die Elberfelder Bibel gilt als grundtextnahe Übersetzung und berücksichtigt die Ergebnisse der Textkritik (Nestle-Aland). Die Schlachter-Bibel dagegen verwendet den Textus receptus als Vorlage, den die Textkritik ablehnt. Bei entsprechenden Kenntnissen wird oft der hebräische oder griechische Urtext der Bibel herangezogen. Textkritik, die auf Basis der historisch-kritischen Exegese auf den möglichst genauen Urtext hinzielt, ist in manchen Gruppen akzeptiert oder geschätzt, wird von anderen Gruppen jedoch mit dem Hinweis auf die zuverlässige Überlieferung des Textus receptus und vehementer Kritik an der Qualität der Handschriften des alexandrinischen Texttyps (Codex Alexandrinus, Codex Sinaiticus etc.) abgelehnt. Im englischen Sprachraum gibt es Gruppen, die die King-James-Übersetzung für die authentischste Bibel halten und ausschließlich diese verwenden. Moderne Übersetzungen werden jedoch für eine Exegese abgelehnt.

- Nicht nur die einzelne Perikope wird betrachtet, sondern auch ihre Stellung und Rolle im Gesamttext.

- Die literarische Art des Texts wird so weit berücksichtigt, wie sie im Text selbst offensichtlich ist: Psalmen oder Hoheslied werden als Dichtung gewertet, Gleichnisse als Gleichnisse, wo der Text erzählt, wird es als historischer Bericht angesehen.

- Die exakte Bedeutung des einzelnen Wortes: Neben detaillierten Lexika wird dabei auch gerne auf Wortkonkordanzen (oder entsprechende Computerprogramme) zurückgegriffen, um zu sehen, wie das gleiche Wort an anderer Stelle verwendet wird. Dazu gehört auch der grammatikalische Gebrauch.

- Da versucht wird, die Bibel in der Zusammenschau des Kanons zu lesen, werden Parallelstellen – besonders testamentübergreifend – genutzt. So werden beispielsweise neutestamentlichen Bibelstellen alttestamentliche Zitate gegenübergestellt.